# Латвія на зимових Олімпійських іграх 2010
Латвія на зимових Олімпійських іграх 2010 представлена 58 спортсменами в 9 видах спорту.

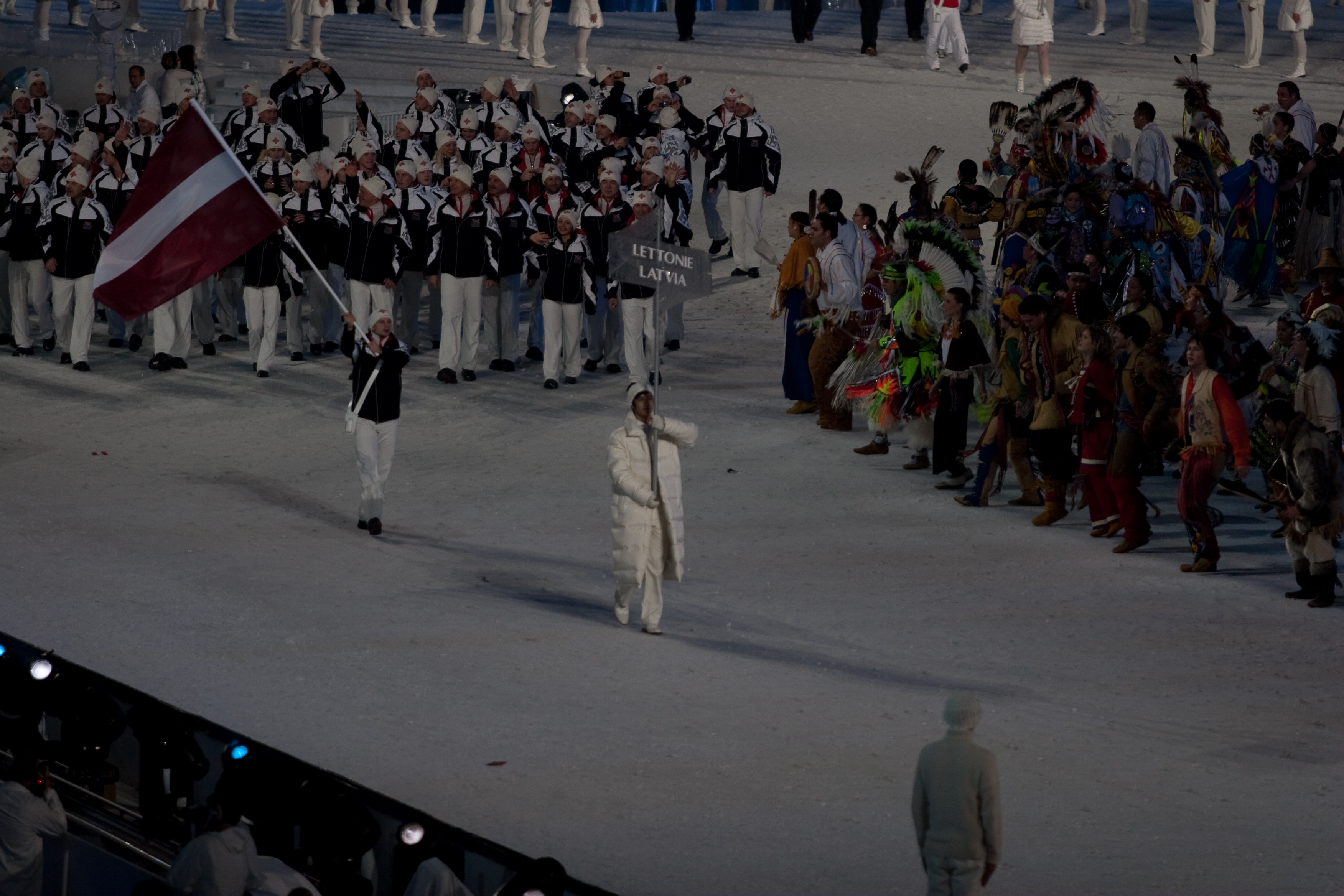
Збірна Латвія під час Параду націй на церемонії відкриття Олімпіади

## Медалісти
Срібло
| Срібло |                          |                         |
| №      | Спортсмени               | Вид спорту (дисципліна) |
| 1      | Андріс Шицс та Юріс Шицс | Санний спорт            |
| 1      | Мартінс Дукурс           | Скелетон                |